# Euphorbia stepposa
Euphorbia stepposa är en törelväxtart som beskrevs av I.G. Zoz och Jaroslav Ivanovic Yaroslav Ivanovich Prokhanov. Euphorbia stepposa ingår i släktet törlar, och familjen törelväxter. Inga underarter finns listade i Catalogue of Life.